# Амировка (Ульяновская область)
Ами́ровка — посёлок в Новомалыклинском районе Ульяновской области. Входит в состав Новомалыклинского сельского поселения.

## География
Посёлок находится на расстоянии примерно 13 км (по прямой) к востоку от села Новая Малыкла, административного центра района.

## История
В 1990-е годы работал СПК «Берлек». 

## Население
| 2010 |
| ---- |
| 84   |

### Национальный состав
Согласно результатам переписи 2002 года, в национальной структуре населения татары составляли 97 % из 95 чел.